# Cần Thơ (thành phố thuộc tỉnh)
Cần Thơ là một thành phố cũ thuộc tỉnh Cần Thơ cũ và là tỉnh lỵ của tỉnh Cần Thơ trước khi thành lập thành phố Cần Thơ trực thuộc trung ương ngày nay. Thành phố Cần Thơ lúc bấy giờ có địa giới hành chính tương ứng với các quận Ninh Kiều, Bình Thủy, một phần quận Cái Răng và một phần huyện Phong Điền ngày nay.

## Địa lý
Thành phố Cần Thơ nằm trên bờ phải sông Hậu, cách Thành phố Hồ Chí Minh 169 km về phía tây nam, có vị trí địa lý:
- Phía đông và phía bắc giáp huyện Bình Minh, tỉnh Vĩnh Long
- Phía tây và tây bắc giáp huyện Ô Môn
- Phía nam giáp huyện Châu Thành và huyện Châu Thành A

Thành phố Cần Thơ có diện tích 141,29 km² (gồm cả ngoại ô, vùng ven và nội ô), dân số năm 1985 là 274.000 người, mật độ dân số đạt 1.939 người/km².

## Hành chính
Thành phố Cần Thơ có 15 phường: An Cư, An Hòa, An Hội, An Lạc, An Nghiệp, An Phú, An Thới, Bình Thủy, Cái Khế, Hưng Lợi, Hưng Phú, Tân An, Thới Bình, Trà Nóc, Xuân Khánh và 7 xã: An Bình, Giai Xuân, Hưng Thạnh, Long Hòa, Long Tuyền, Mỹ Khánh, Thới An Đông.

## Lịch sử

### Thời Pháp thuộc
Ngày 18 tháng 12 năm 1928, Toàn quyền Đông Dương ban hành Nghị định về việc thành lập thị xã Cần Thơ trên cơ sở phần đất làng Tân An thuộc quận Châu Thành.
Ngày 30 tháng 11 năm 1934, Toàn quyền Đông Dương ban hành Nghị định về việc sắp xếp đất đai thị xã Cần Thơ thành 5 vùng và 1 vùng ngoại ô để thu thuế thổ trạch.
Năm 1947, chính quyền Việt Nam Dân chủ Cộng hòa ban hành Sắc lệnh về việc thành lập thị xã Cần Thơ thuộc tỉnh Cần Thơ.

### Giai đoạn 1956–1976

#### Việt Nam Cộng hòa
Ngày 22 tháng 10 năm 1956, Tổng thống Việt Nam Cộng hòa Ngô Đình Diệm ban hành Sắc lệnh số 143-NV về việc thành lập tỉnh Phong Dinh trên cơ sở đổi tên tỉnh Cần Thơ. Tỉnh lỵ tỉnh Phong Dinh đặt tại Cần Thơ và vẫn giữ nguyên tên là "Cần Thơ", về mặt hành chánh thuộc xã Tân An, quận Châu Thành.
Sau năm 1956, Đệ Nhất Cộng hòa ban hành Sắc lệnh về việc giải thể thị xã Cần Thơ và sáp nhập vào địa bàn xã Tân An thuộc quận Châu Thành của tỉnh Phong Dinh mới được thành lập.
Ngày 30 tháng 9 năm 1970, Thủ tướng Việt Nam Cộng hòa Trần Thiện Khiêm ban hành Sắc lệnh số 115-SL/NV về việc tái lập thị xã Cần Thơ – là thị xã tự trị trực thuộc chính quyền Trung ương Việt Nam Cộng hòa, đồng thời kiêm tỉnh lỵ tỉnh Phong Dinh.
Thị xã Cần Thơ có các xã Tân An, Thuận Đức, ấp Lợi Nguyên thuộc xã An Bình và ấp Bình Nhựt thuộc xã Long Tuyền cùng thuộc quận Châu Thành, tỉnh Phong Dinh trước đó. Thị xã Cần Thơ là nơi đặt Bộ tư lệnh Quân khu IV trong cuộc chiến.
Ngày 7 tháng 6 năm 1971, địa bàn thị xã Cần Thơ khi đó được chia thành hai quận:
- Quận 1 (quận Nhứt) có 5 phường: An Lạc, An Cư, An Nghiệp, An Hòa, An Thới.
- Quận 2 (quận Nhì) có 3 phường: Hưng Lợi, Hưng Phú, Hưng Thạnh.

Từ đó cho đến năm 1975, thị xã Cần Thơ và tỉnh Phong Dinh là hai đơn vị hành chính cấp tỉnh ngang bằng nhau theo sự phân chia sắp xếp hành chính của Việt Nam Cộng hòa.

#### Chính quyền Cách mạng
Tuy nhiên phía chính quyền Mặt trận Dân tộc Giải phóng Miền Nam Việt Nam và sau này là Chính phủ Cách mạng lâm thời Cộng hòa Miền Nam Việt Nam cùng với Việt Nam Dân chủ Cộng hòa không công nhận tên gọi tỉnh Phong Dinh mà vẫn gọi theo tên cũ là tỉnh Cần Thơ. Trong giai đoạn 1956–1969, chính quyền Cách mạng vẫn duy trì thị xã Cần Thơ trực thuộc tỉnh Cần Thơ.
Năm 1969, chính quyền Cách mạng tách thị xã Cần Thơ khỏi tỉnh Cần Thơ trực thuộc khu Tây Nam Bộ.
Năm 1971, thị xã Cần Thơ trở lại thuộc tỉnh Cần Thơ.
Tháng 8 năm 1972, Thường vụ Khu ủy Khu 9 của phía chính quyền Cộng hòa Miền Nam Việt Nam và Việt Nam Dân chủ Cộng hòa ban hành Quyết định về việc thành thành phố Cần Thơ trực thuộc Khu 9 trên cơ sở thị xã Cần Thơ, tỉnh Cần Thơ.
Thành phố Cần Thơ có 6 xã vùng ven thuộc các huyện Ô Môn, Châu Thành trước đó.
Như vậy cho đến năm 1976, tỉnh Cần Thơ và thành phố Cần Thơ là hai đơn vị hành chính ngang bằng nhau.
Sau ngày 30 tháng 4 năm 1975, chính quyền quân quản Cộng hòa miền Nam Việt Nam lúc bấy giờ vẫn duy trì hai đơn vị hành chính cấp tỉnh ngang bằng nhau là tỉnh Cần Thơ và thành phố Cần Thơ cho đến đầu năm 1976.
Ngày 20 tháng 9 năm 1975, Bộ Chính trị ban hành Nghị quyết số 245-NQ/TW về việc hợp nhất tỉnh Vĩnh Long, tỉnh Trà Vinh, tỉnh Cần Thơ (ngoại trừ huyện Thốt Nốt), tỉnh Sóc Trăng và thành phố Cần Thơ thành một tỉnh, tên gọi tỉnh mới cùng với nơi đặt tỉnh lỵ sẽ do địa phương đề nghị lên.
Ngày 20 tháng 12 năm 1975, Bộ Chính trị ban hành Nghị quyết số 19/NQ về việc hợp nhất tỉnh Cần Thơ (có cả huyện Thốt Nốt), tỉnh Sóc Trăng và thành phố Cần Thơ thành một tỉnh mới, tên gọi tỉnh mới cùng với nơi đặt tỉnh lỵ sẽ do địa phương đề nghị lên.

### Giai đoạn 1976–2003
Ngày 24 tháng 2 năm 1976, Chính phủ Cách mạng Lâm thời Cộng hòa miền Nam Việt Nam ban hành Nghị định số 3/NQ/1976 về việc hợp nhất ba đơn vị hành chính cấp tỉnh ngang bằng nhau là tỉnh Cần Thơ, tỉnh Sóc Trăng và thành phố Cần Thơ thành một tỉnh mới, lấy tên là tỉnh Hậu Giang.
Ngày 24 tháng 3 năm 1976, Chính phủ ban hành Quyết định số 17/QĐ-76 về việc:
- Hợp nhất ba đơn vị hành chính cấp tỉnh ngang bằng nhau là tỉnh Cần Thơ, tỉnh Sóc Trăng và thành phố Cần Thơ thành một tỉnh mới, lấy tên là tỉnh Hậu Giang.
- Thành phố Cần Thơ trở thành tỉnh lỵ của tỉnh Hậu Giang có 8 phường: An Cư, An Hòa, An Lạc, An Nghiệp, Bình Thủy, Cái Khế, Hưng Lợi, Thạnh Phú và 2 xã: An Bình, Long Tuyền.

Ngày 21 tháng 4 năm 1979, Hội đồng Chính phủ ban hành Quyết định số 174-CP về việc:
- Chia phường An Lạc thành 2 phường: Tân An và An Lạc.
- Chia phường An Cư thành 2 phường: An Hội và An Cư.
- Chia phường An Nghiệp thành 2 phường: An Phú và An Nghiệp.
- Sáp nhập khóm 1 của phường An Hòa vào phường Cái Khế.
- Chia phường Cái Khế thành 2 phường: Thới Bình và Cái Khế.
- Chia phường Bình Thủy thành 2 phường: Bình Thủy và An Thới (gồm cả Cồn Sơn).
- Chia phường Thạnh Phú thành 2 đơn vị: phường Hưng Phú và xã Hưng Thạnh.
- Chia phường Hưng Lợi thành 2 phường: Xuân Khánh và Hưng Lợi.
- Chia xã Long Tuyền thành 2 xã: Long Hòa và Long Tuyền.
- Sáp nhập xã Mỹ Khánh, xã Giai Xuân và ấp Thới Thuận, ấp Thới Hòa, ấp Thới Nguơn của xã Thới An Đông thuộc huyện Châu Thành vào thành phố Cần Thơ.

Theo thống kê năm 1985, dân số thành phố là 274.000 người.
Ngày 26 tháng 12 năm 1991, Quốc hội ban hành Nghị quyết về việc chia tỉnh Hậu Giang thành tỉnh Cần Thơ và tỉnh Sóc Trăng.
Tỉnh Cần Thơ chính thức được tái lập và đi vào hoạt động trở lại từ ngày 1 tháng 4 năm 1992, thành phố Cần Thơ trở lại là tỉnh lỵ của tỉnh Cần Thơ.
Thành phố Cần Thơ khi đó bao gồm 15 phường: An Cư, An Hòa, An Hội, An Lạc, An Nghiệp, An Phú, An Thới, Bình Thủy, Cái Khế, Hưng Lợi, Hưng Phú, Tân An, Thới Bình, Trà Nóc, Xuân Khánh và 7 xã: An Bình, Giai Xuân, Hưng Thạnh, Long Hòa, Long Tuyền, Mỹ Khánh, Thới An Đông.
Ngày 5 tháng 5 năm 1992, Chính phủ ban hành Quyết định về việc công nhận thành phố Cần Thơ là đô thị loại II, trực thuộc tỉnh Cần Thơ.

### Từ năm 2004
Ngày 26 tháng 11 năm 2003, Quốc hội ban hành Nghị quyết số 22/2003/QH11 về việc chia tỉnh Cần Thơ thành thành phố Cần Thơ trực thuộc trung ương và tỉnh Hậu Giang.
Ngày 2 tháng 1 năm 2004, Chính phủ Việt Nam ban hành Nghị định số 05/2004/NĐ-CP về việc thành lập các quận Ninh Kiều, Bình Thủy, Cái Răng, Ô Môn, các huyện Phong Điền, Cờ Đỏ, Vĩnh Thạnh, Thốt Nốt và các xã, phường, thị trấn thuộc thành phố Cần Thơ trực thuộc Trung ương.
Địa bàn thành phố Cần Thơ cũ trước năm 2004 tương ứng với toàn bộ diện tích các quận Ninh Kiều, Bình Thủy; các phường Hưng Phú và Hưng Thạnh của quận Cái Răng; các xã Giai Xuân và Mỹ Khánh của huyện Phong Điền ngày nay. Trong đó, khu vực nội ô thành phố Cần Thơ cũ trước năm 2004 hiện nay thuộc địa bàn quận Ninh Kiều.